# إيملي تومسون
إيملي تومسون (بالإنجليزية: Emily Thompson)‏ هي مؤرخة أمريكية، ولدت في 1962.